# Coatlán de los Ángeles
Coatlán de los Ángeles är en ort i Mexiko.   Den ligger i kommunen Pinal de Amoles och delstaten Querétaro Arteaga, i den centrala delen av landet, 210 km norr om huvudstaden Mexico City. Coatlán de los Ángeles ligger 1 367 meter över havet och antalet invånare är 267.
Terrängen runt Coatlán de los Ángeles är kuperad åt sydost, men åt nordväst är den bergig. Runt Coatlán de los Ángeles är det ganska tätbefolkat, med 52 invånare per kvadratkilometer. Närmaste större samhälle är Jalpan, 13,4 km öster om Coatlán de los Ángeles. I omgivningarna runt Coatlán de los Ángeles växer i huvudsak blandskog.